# Томас Рајтер
Томас Артур Рајтер је њемачки космонаут и мајор њемачке Луфтвафе.
Дјетињство и младост је провео у околини Франкфурта, у јужном Хесену. После основне школе, до јуна 1977, похађао је гимназију у Ној Изенбургу. Немачка војска му је стипендирала школовање на катедри за ваздухопловну и космичку технику војног универзитета у Нојбибергу на којем дипломира у децембру 1982. године.
Рајтер је у војној бази Шепард у САД обучен за пилота и касније пребачен у војну службу у ловачкој ескадрили 43 немачке луфтвафе гдје остаје до 1994. године, када се та ескадрила укида.
У исто вријеме Рајтер почиње, као члан групе од 4 астронаута Европске космичке организације (ESA), припреме за касније летове на руску космичку станицу Мир.